# Miami Open 2024
Die Miami Open 2024 (offiziell: Miami Open presented by Itaú) waren ein Tennisturnier der WTA Tour 2024 für Damen und ein Tennisturnier der ATP Tour 2024 für Herren in Miami Gardens, welche zeitgleich vom 20. bis zum 31. März 2024 stattfanden.

## Herrenturnier
→ Hauptartikel: Miami Open 2024/Herren
→ Qualifikation: Miami Open 2024/Herren/Qualifikation

## Damenturnier
→ Hauptartikel: Miami Open 2024/Damen
→ Qualifikation: Miami Open 2024/Damen/Qualifikation